# Altái (Sinkiang)
Altái (en mongol: Алтай, romanizado: Altai; en chino, 阿勒泰; pinyin, Ālēitài) es un municipio bajo la administración directa de la Prefectura Altái en la Región autónoma de Sinkiang, República Popular China. Su área es de 10 825 km² y su población total para 2010 superó los 190 mil habitantes.

## Administración
Desde octubre de 2019, el municipio Altái se divide en 15 pueblos que se administran en 4 subdistritos, 5 poblados, 5 villas y 1 villa étnica.